# Gouvernorat de Jendouba
Le gouvernorat de Jendouba (arabe : ولاية جندوبة), créé le 21 juin 1956 et appelé gouvernorat de Souk El Arba (ولاية سوق الأربعاء) jusqu'au 31 mai 1966, est l'un des 24 gouvernorats de la Tunisie. Il est situé dans le nord-ouest du pays, à la frontière tuniso-algérienne, et couvre une superficie de 3 102 km2, soit autour de 2 % de la superficie du pays. Il abrite en 2024 une population de 404 352 habitants. Son chef-lieu est Jendouba.

## Géographie

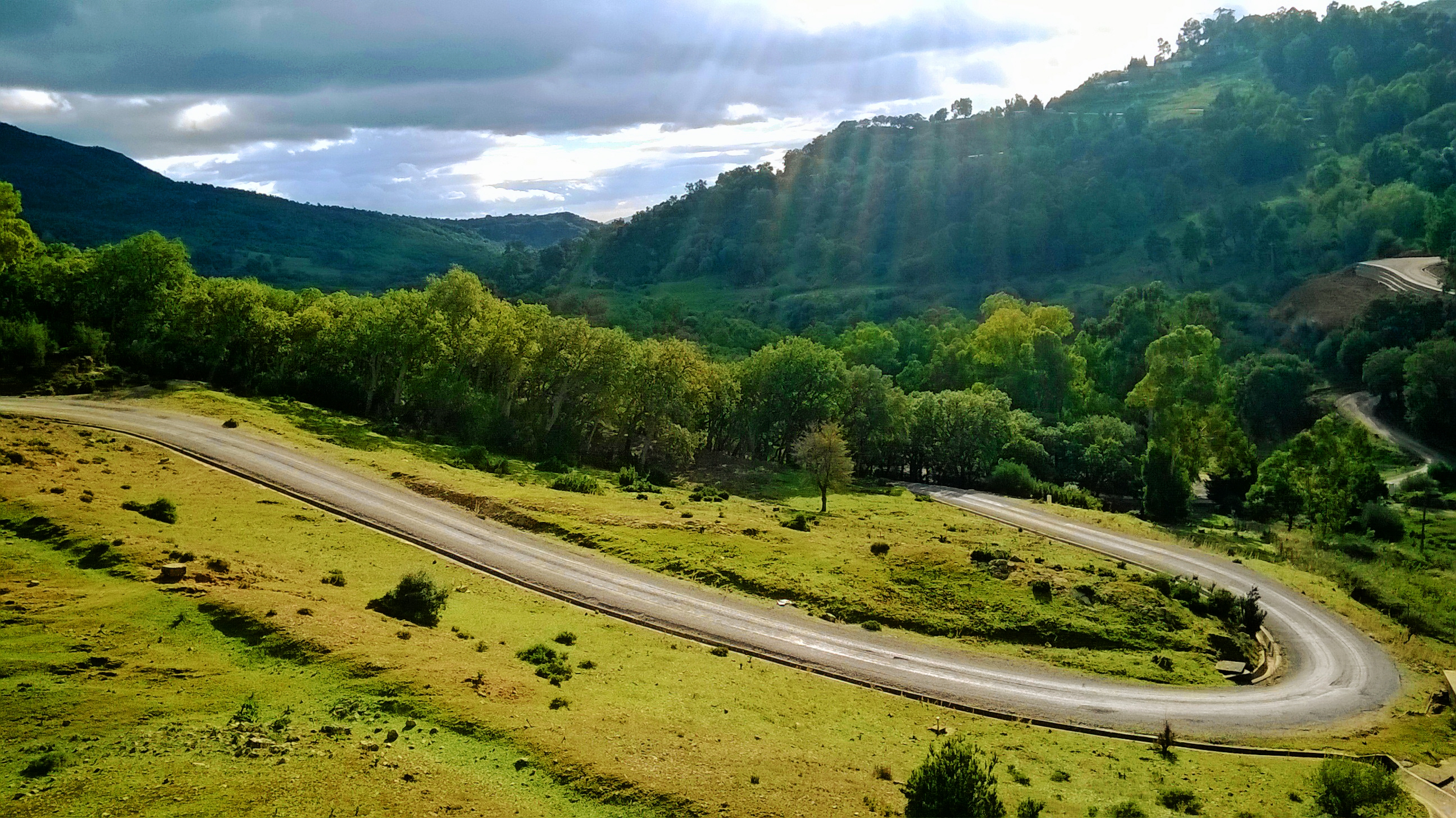
Paysage montagneux dans les environs de Beni M'Tir.

Le gouvernorat de Jendouba se situe à l'extrémité nord-ouest de la Tunisie, à 150 kilomètres de la capitale. Il est limité par les gouvernorats du Kef et de Siliana au sud, le gouvernorat de Béja à l'est, 135 kilomètres de frontière avec l'Algérie (wilaya d'El Tarf) à l'ouest et la mer Méditerranée au nord, avec un littoral long de 25 kilomètres.
Ce gouvernorat se distingue par le climat le plus pluvieux du pays avec des précipitations annuelles atteignant 1 000 millimètres sur le littoral (près de 1 050 millimètres à Tabarka) et dépassant 1 500 millimètres à Aïn Draham. La température moyenne se situe entre 5 et 10 °C en hiver et entre 25 et 30 °C en été.
Le gouvernorat de Jendouba compte cinq micro régions naturelles : Tabarka, Aïn Draham-Fernana, Ghardimaou-Oued Meliz, Bou Salem-Balta Bou Aouane et Jendouba-Jendouba Nord.

Délégations du gouvernorat de Jendouba.

Administrativement, le gouvernorat est découpe en neuf délégations, quatorze municipalités et 95 imadas,.
| Délégation                                    | Population en 2024 (habitants) |
| --------------------------------------------- | ------------------------------ |
| Aïn Draham                                    | 32 306                         |
| Balta-Bou Aouane                              | 36 465                         |
| Bou Salem                                     | 37 100                         |
| Fernana                                       | 47 917                         |
| Ghardimaou                                    | 62 313                         |
| Jendouba                                      | 77 342                         |
| Jendouba Nord                                 | 44 687                         |
| Oued Meliz                                    | 17 334                         |
| Tabarka                                       | 48 888                         |
| Sources : Institut national de la statistique |                                |

Avant l'indépendance, certaines villes étaient désignées par le jour du marché ou foire qui s'y déroulait :
- Souk El Arba (marché du mercredi) rebaptisée Jendouba en 1966 ;
- Souk El Khemis (marché du jeudi) rebaptisée Bou Salem en 1966.

## Politique

### Gouverneurs
Le gouvernorat de Jendouba est dirigé par un gouverneur dont la liste depuis l'indépendance est la suivante :
- Naceur Ben Jaafar (1956-1960)
- Béchir Bellagha (1960-1962)
- Habib Ben Mohamed Lahbib (1962-1964)
- Mongi Kooli (1964-1967)
- Abdelaziz Beltaïef (1967-1969)
- Mohamed Souyah (1969-1970)
- Mokhtar Zannad (1970-1971)
- Hassen Louzir (1971-1973)
- Abdelmalek Laârif (1973-1975)
- Saïd Robbana (1975-1978)
- Khelil Trad (1978-1981)
- Abderrazak Kéfi (1981-1982)
- Abderrazak Ayoub (1982-1984)
- Hamed Khanfir (1984-1987)
- Mohamed Fadhel Khelil (1987-1988)
- Mohamed Belhaj (1988-1990)
- Slaheddine El Abed (1990-1993)
- Mohamed Belghith (1993-1995)
- Abdallah Hadroug (1995-1996)
- Habib Ben Gamra (1996-2000)
- Ali Ksiksi (2000-2004)
- Mahmoud Bellalouna (2004-2005)
- Hédi Slim (2005-2010)
- Mohamed Faouzi Ben Arab (28 juillet 2010-30 décembre 2010)
- Mohamed Ben Abdallah (30 décembre 2010-2 février 2011)
- Béchir Kthiri (2 février 2011-22 février 2012)
- Mohamed Sidhom (22 février-27 août 2012)
- Samir Rouihem (27 août 2012[5]-24 août 2013)
- Néjib Khabbouchi (24 août 2013[6]-9 avril 2015)
- Habib Skandrani (9 avril 2015[7]-16 septembre 2016)
- Akrem Sebri (16 septembre 2016[8]-29 octobre 2017)
- Mohamed Sedki Bouaoun (29 octobre 2017[9]-13 février 2019)
- Ali Marmouri (13 février 2019[10]-17 mars 2022[11])
- Samir Kouka (6 juin 2022[12]-8 septembre 2024)
- Hichem Hassoumi (8 septembre 2024[13]-27 mai 2025)
- Taieb Dridi (depuis le 27 mai 2025[14])

### Maires
Voici la liste des maires des municipalités du gouvernorat :
- Aïn Draham : Abderrahman Soltani[15]
- Beni M'Tir : Nabil Bleli[16]
- Bou Salem : Hachemi Bengueji[17]
- Fernana : ?
- Ghardimaou : Mohamed Kahleni[18]
- Jendouba : Hassan Mouelhi[19] puis Jaouhar Triki[20]
- Oued Meliz : ?
- Tabarka : Noureddine Ben Sassi[21] puis Chokri Zouaoui[22]

## Éducation
Le gouvernorat de Jendouba compte 31 collèges et 18 lycées, accueillant quelque 19 633 élèves. Onze centres de formation professionnelle, une école de tourisme à Aïn Draham ainsi qu'une école de santé à Jendouba complète le dispositif. L'université de Jendouba, dont le siège se trouve à Jendouba, accueille plus de 14 700 étudiants pour 500 enseignants ; elle est composée de divers instituts et écoles répartis sur quatre gouvernorats.

## Économie

### Agriculture
L'économie du gouvernorat de Jendouba est principalement fondée sur la céréaliculture, l'élevage, les cultures maraîchères et l'arboriculture. La superficie des terres agricoles atteint 286 200 hectares, soit 92 % de la superficie totale du gouvernorat et près de 3,4 % de la superficie agricole du pays. Les forêts couvrent 118 470 hectares.
Le gouvernorat de Jendouba contribue pour 4,7 % à la production nationale :
- 9 % de la production céréalière ;
- 26 % de la production de légumes ;
- 6 % de la production de viande ;
- 13,4 % de la production de lait ;
- 15,36 % de la production de pommes de terre ;
- 94 % de la production de liège ;
- 35 % de la production de bois ;
- 29 % de la production de tabac.

### Industrie
Le gouvernorat de Jendouba compte 155 entreprises employant un total de 4 270 personnes, soit 36,6 % de la population active du nord-ouest et 1,3 % de l'emploi industriel du pays. La taille moyenne de l'entreprise atteint 27 salariés contre 31 pour l'ensemble de la Tunisie. Cependant, la région compte une dizaine de grandes entreprises industrielles dont l'effectif varie de 68 à 428 emplois. Le gouvernorat dispose de quatre zones industrielles aménagées par l'Agence foncière de l'industrie situées à Jendouba, Bou Salem et Tabarka (I et II). La superficie totale de ces zones est de l'ordre de 36 hectares répartie sur 116 lots. Une zone industrielle est prévue à Bulla Regia d'une superficie de 37 hectares.
L'activité industrielle de la région se base sur le secteur agroalimentaire qui accapare 54 % du nombre des projets, 83 % de l'investissement et 40 % de l'emploi industriel. Elle se caractérise par la présence de deux grandes entreprises de renommée nationale, à savoir le Complexe sucrier de Tunisie et la Laiterie du Nord-Ouest.

### Tourisme
Le secteur du tourisme ne cesse de progresser, surtout dans les régions de Tabarka et d'Aïn Draham. On y dénombre une trentaine d'unités hôtelières pour plus de 6 200 lits. La région dispose aussi d'un terrain de golf et d'un port de plaisance. Le gouvernorat propose par ailleurs un tourisme culturel axé sur un patrimoine archéologique diversifié, comme à Bulla Regia, Chemtou, Thuburnica ou Thunusuda, et des festivités d'envergure internationale comme le Tabarka Jazz Festival. Un tourisme thermal lié à l'existence de sources chaudes y est également développé : Ouchtata à Ghardimaou, Essahline à Fernana et Hammam Bourguiba à Aïn Draham. La région compte aussi, dans la délégation de Ghardimaou, le parc national d'El Feija, un parc naturel où l'écotourisme se développe.

## Infrastructures
Le gouvernorat dispose d'une ligne de chemin de fer reliant la capitale à l'Algérie à travers les villes de Bousalem, Jendouba et Ghardimaou à Tunis, sur 75,6 kilomètres. On trouve un port de pêche moderne, un port de plaisance de cent places ainsi qu'un aéroport tous situés à Tabarka. Le réseau routier, long de 1 200 kilomètres, doit être complété par le prolongement de l'autoroute A3 entre Oued Zarga et Bou Salem sur 70 kilomètres auxquels s'ajoutent deux bretelles, dont l'une la connectera à Jendouba.
Au niveau des ressources hydrauliques, quatre barrages, 39 lacs collinaires et 17 barrages collinaires fournissent un total de 330 millions de mètres cubes d'eau. Deux autres barrages sont en cours d'achèvement et le chantier d'un autre, celui de Mellila, a démarré en 2010. Après le parachèvement de ces nouveaux ouvrages hydrauliques, dont notamment deux lacs collinaires à Oued Mliz et Ghardimaou, les retenues d'eau, dans la région, atteindront 431 millions de m³. Ceci permet au gouvernorat d'être la principale réserve d'eau du pays.

## Sport
- Jendouba Sports